# 10 de febrero
El 10 de febrero es el 41.ᵉʳ (cuadragésimo primer) día del año en el calendario gregoriano. Quedan 324 días para finalizar el año y 325 en los años bisiestos.

## Acontecimientos
- 60: en el mar Mediterráneo, según una tradición cristiana del siglo V, basada en el relato descrito en el libro griego Los hechos de los apóstoles (escrito hacia el año 100 d. C.), en esta fecha, san Pablo de Tarso ―quien viajaba rumbo a Roma― naufraga en la isla de Malta. El texto menciona que, durante su estancia de tres meses, san Pablo habría convertido al cristianismo al gobernador romano Publio. Sin embargo, este hecho no se encuentra registrado en ningún documento histórico romano. Aunque los cristianos conmemoran este evento, no se conoce la fecha exacta en la que habría ocurrido la leyenda relatada.
- 1258: en el actual Irak, tras una dura batalla, Bagdad se rinde ante los mongoles, con lo que finaliza el Califato abasí.
- 1306: frente al gran altar de la iglesia Greyfriars, en Dumfries, Robert the Bruce asesina a John Comyn; comienzan las guerras de Independencia de Escocia.
- 1355: en un bar de la ciudad de Oxford (Inglaterra), dos estudiantes de la Universidad de Oxford pelean con un tabernero por la calidad del vino. Se genera una gran riña de dos días en que los lugareños se pusieron del lado del tabernero. En los enfrentamientos armados (Motín del Día de Santa Escolástica) murieron 63 estudiantes y 30 lugareños.
- 1421: en España el infante don Enrique otorga el privilegio de villa a La Moraleja hoy Villanueva de los Infantes (Ciudad Real).
- 1519: desde la isla de Cuba, Hernán Cortés y Pedro de Alvarado parten hacia México con una expedición de 600 hombres bajo las órdenes de Diego Velázquez de Cuéllar (gobernador de Cuba).
- 1542: en Londres, la reina Catalina Howard es confinada en la Torre de Londres por el cargo de adulterio; será ejecutada tres días después.
- 1567: en Edimburgo (Escocia), Henry Stuart ―el segundo esposo de María, reina de los escotos―, es encontrado estrangulado después de una explosión.
- 1622: en Madrid, el rey multa con 3000 ducados a los marqueses de Cañete y los exilia de la ciudad por haber azotado a unos criados.
- 1673: en París, Molière estrena El enfermo imaginario.
- 1720: en Inglaterra, el rey Jorge I nombra a Edmund Halley su astrónomo real.
- 1763: en París se firma el Tratado de París, que pone fin a la guerra de los Siete Años y en el que Francia y España sufren pérdidas coloniales a favor de Inglaterra.
- 1781: en la Villa Real de San Felipe de Austria (Oruro) se produce uno de los primeros gritos libertarios de América Latina, contra la Corona española, revuelta dirigida por el caudillo Sebastián Pagador.
- 1798: Louis Alexandre Berthier invade Roma. La proclamará República romana el 15 de febrero y tomará preso al papa Pío VI el 16 de febrero.
- 1805: en España, el rey suprime por decreto las corridas de toros.
- 1810: el rey José Bonaparte (impuesto por su hermano Napoleón Bonaparte) separa Cataluña del reino de España, bajo el protectorado de Francia.
- 1814: en el marco de las guerras napoleónicas, se libra la batalla de Champaubert.
- 1821: en México se produce el Abrazo de Acatempan entre Agustín de Iturbide y Vicente Guerrero, que sella la paz entre las tropas virreinales y las insurgentes.
- 1846: en la India ―en el marco de la primera guerra anglo-sij― se libra la batalla de Sobraon.
- 1862: Francia, España y el Reino Unido firman con el presidente mexicano Benito Juárez los Tratados de La Soledad, por el que se suspende la acción militar de las tres potencias en México.
- 1863: en la provincia de Corrientes (Argentina) se funda la aldea de Alvear.
- 1863: en Nueva York se casan los famosos enanos Lavinia Warren y General Tom Thumb.
- 1870: en Nueva York se funda el YWCA.
- 1874: en la costa atlántica de la provincia de Buenos Aires (Argentina) se funda la villa de Mar del Plata.
- 1906: en Gran Bretaña es botado el Dreadnought, que en ese momento era el mayor acorazado del mundo.
- 1910: en España, José Canalejas ocupa por primera vez la presidencia del Consejo de Ministros.
- 1910: en España se inaugura el servicio de automóviles entre Cariñena, Huesca y Fraga.
- 1912 : en Argentina, se promulga la Ley n.º 8871 de voto secreto, universal y obligatorio, conocida como Ley Sáenz Peña.
- 1914: en Ecuador, las fuerzas del Gobierno se apoderan del pueblo de Esmeraldas, que se había unido a la sublevación a favor del coronel Carlos Concha Torres.
- 1915: en Alemania ―en el marco de la Primera Guerra Mundial― la ración diaria de pan por persona es de 225 g.
- 1915: el gobierno de Estados Unidos declara que todo ataque a un barco estadounidense será considerado como un atentado a su neutralidad.
- 1918: en Alemania, la empresa de Hugo Junkers patenta un avión monoplano de ala baja.
- 1920: en el norte de Schleswig-Holstein, el 75% de la población vota por su pertenencia a Dinamarca.
- 1921: en España se produce la reapertura de las Cortes españolas tras el cambio de gobierno.
- 1923: en Sofía (capital de Bulgaria), un incendio destruye por completo el Teatro Nacional.
- 1925: en Bilbao, el Banco de Crédito y la Unión Minera anuncian la suspensión de pagos.
- 1926: Ramón Franco, a los mandos del Plus Ultra, cruza por primera vez el Atlántico sur.
- 1929: en España se disputa la primera jornada de la primera Liga Española de Fútbol.
- 1930: en España, el general Miguel Primo de Rivera abandona el país.
- 1930: en la Ciudad del Vaticano, asume su cargo el nuevo secretario de Estado de la Santa Sede, el cardenal Eugenio Pacelli (quien posteriormente será el papa Pío XII).
- 1930: en el Teatro Metropolitano de Madrid (España) actúa la cantante y bailarina estadounidense negra Joséphine Baker.
- 1931: en India, la ciudad de Nueva Delhi se convierte en la capital.
- 1932: en la Ciudad del Vaticano, el papa Pío XI recibe al dictador fascista Benito Mussolini con motivo del décimo aniversario de su ascensión al poder.
- 1933: en el Madison Square Garden de Nueva York, el boxeador Primo Carnera noquea a Ernie Schaaf, matándolo.
- 1933: en el Sportpalast (en Berlín) el dictador nazi Adolf Hitler ―10 días después de haberse convertido en Reichskanzler (el 30 de enero)― pronuncia un discurso.
- 1938: en Rumania se inicia la dictadura del rey Karol II.
- 1939: en Cataluña, las tropas franquistas ocupan toda la región (excepto la villa de Llivia) y controlan la frontera francesa.
- 1939: Juan Negrín regresa de Francia a Alicante (España) para continuar la resistencia contra la dictadura franquista.
- 1940: el Gobierno de la Unión Soviética comienza las deportaciones en masa de ciudadanos polacos de la Polonia del Este a Siberia.
- 1940: Tom y Jerry hacen su primera aparición en Puss gets the boot. Sin embargo en el corto de The Midnight Snack ya adoptan sus nombres actuales.
- 1942: en los Estados Unidos se crea un Consejo de Guerra aliado para el Pacífico.
- 1942: en India, el líder pacifista Mahatma Gandhi inicia una huelga de hambre para protestar contra su detención.
- 1943: en la Unión Soviética ―en el marco de la Segunda Guerra Mundial― el Ejército Rojo lanza la Operación Estrella Polar con el objetivo de levantar definitivamente el sitio de Leningrado y destruir al Grupo de Ejércitos Norte alemán. Ese mismo día se libra la batalla de Krasni Bor.
- 1944: en Ankara se interrumpen las negociaciones secretas entre Gran Bretaña y Turquía.
- 1945: en la bahía de Gdansk, un submarino soviético torpedea y hunde al barco nazi SS General von Steuben; mueren 4500 alemanes.
- 1947: la Unión Soviética incorpora a Estonia, Letonia y Lituania.
- 1949: en Irlanda, los conservadores unionistas obtienen la mayoría en las elecciones parlamentarias.
- 1949: en el teatro Morosco de Nueva York (Estados Unidos), Elia Kazan estrena la obra de Arthur Miller Muerte de un viajante.
- 1951: en París, la escritora francesa Marguerite Yourcenar publica su novela histórica Memorias de Adriano.
- 1953: en Egipto se promulga una Constitución válida para tres años.
- 1953: en España se restablecen las disposiciones del reglamento de 1930 respecto del peso, edad y defensas de los toros de lidia.
- 1953: Egipto y Alemania Occidental rompen sus negociaciones económicas, a causa de los contactos establecidos por Egipto con la República Democrática Alemana.
- 1954: en los Estados Unidos, el presidente Dwight D. Eisenhower advierte de la posible intervención en Indochina, a causa del asedio al que se ven sometidas las tropas francesas sitiadas en Dien Bien Phu.
- 1954: en la Unión Soviética se gestiona la liberación de los prisioneros de la División Azul.
- 1956: en España, ante los graves conflictos universitarios promovidos por socialistas y comunistas, el Gobierno decreta el estado de excepción en todo el país.
- 1956: en España se promulga un decreto por el que se crean las Casas de Cultura.
- 1958: en Ifni, el ejército español inicia una ofensiva para expulsar al Ejército de Liberación Marroquí.
- 1958: en Guatemala, Miguel Ydígoras Fuentes es elegido presidente por segunda votación.
- 1958: en Marruecos se inicia la conversión de la moneda española en francos marroquíes; 10 francos equivalen a 1 peseta.
- 1959: en Honduras fracasa el golpe de Estado militar.
- 1963: en Paraguay, el general Alfredo Stroessner es reelegido presidente en elecciones fraudulentas.
- 1965: en España se prepara una edición del Quijote ilustrada por Salvador Dalí.
- 1966: en España, la Real Academia Española acepta nuevos vocablos, tales como alunizar, audiovisual e historicismo.
- 1967: el primer avión de transporte de despegue vertical del mundo, el Dornier Do 31-E 1, realiza su primer vuelo.
- 1968: en Nueva York finaliza la huelga del servicio de recogida de basura, de 10 días de duración.
- 1968: se introduce el modelo de avión comercial 737-100 de Boeing por primera vez con Lufthansa
- 1970: en Francia un alud alcanza el centro invernal de deportes de Val d'Isère y causa 39 muertos.
- 1970: en España, la dictadura franquista compra a Francia 30 aviones Mirage III.
- 1975: en Buenos Aires, el gobierno de Isabel Perón decide que el Ejército intervenga contra la guerrilla.
- 1976: en San Juan, Puerto Rico, nace Miguel Enrique Martinez Cotto.
- 1979: en Bolivia mueren centenares de personas tras catastróficas inundaciones.
- 1980: Adolfo Suárez, presidente español, inicia un viaje a Irak y Jordania, para tratar sobre el petróleo y las relaciones económicas hispanoárabes.
- 1981: en Luxemburgo, Anwar el-Sadat (presidente de Egipto) pronuncia un discurso ante el Parlamento de la Comunidad Económica Europea (actual Unión Europea).
- 1981: en España, el rey Juan Carlos I encarga a Leopoldo Calvo-Sotelo la formación de un nuevo gabinete.
- 1982: en España se aprueba el reglamento que rige el funcionamiento del Congreso español.
- 1985: en Sudáfrica, el líder del movimiento negro Nelson Mandela, encarcelado desde 1962, renuncia a la libertad que le ofrece el Gobierno blanco si abandona la lucha armada.
- 1985: en Siria, Hafez al-Asad es reelegido presidente por siete años más.
- 1986: en Palermo (Italia) se inicia el proceso contra la mafia.
- 1987: en España, cien mil profesores de centros privados hacen huelga, lo que afecta a dos millones y medio de alumnos.
- 1988: la OTAN acepta el modelo propuesto por el Gobierno español para cooperar en la defensa del territorio de la Alianza.
- 1989: en Jamaica, el socialdemócrata Michael Manley gana por amplio margen en las elecciones.
- 1990: en Sudáfrica, el presidente Frederik de Klerk anuncia que el líder negro Nelson Mandela será liberado al día siguiente.
- 1990: Volkswagen obtiene la adjudicación de las fábricas checoslovacas de Škoda.
- 1991: Lituania celebra un referéndum popular ―que el presidente de Rusia Mijaíl Gorbachov declara ilegal― en el que el 90,47 % de la población vota a favor de independizarse de Rusia.
- 1992: en Alemania se organiza un puente aéreo que parte desde Fráncfort para enviar ayuda a las antiguas repúblicas soviéticas en el que intervienen numerosos estados europeos occidentales y Estados Unidos.
- 1993: en España, Mario Conde pacta con la banca estadounidense J. P. Morgan la ampliación de capital de Banesto.
- 1994: Brasil, Portugal y cinco naciones africanas constituyen en Brasilia la Comunidad de Lengua Portuguesa.
- 1995: en el marco de la guerra del Cenepa, la Fuerza Aérea de Ecuador derriba dos aviones de la Fuerza Aérea del Perú en el tercer combate aéreo de Sudamérica.[1]
- 1996: en los Estados Unidos, la supercomputadora IBM Deep Blue derrota por primera vez a Garry Kasparov (campeón mundial de ajedrez).
- 1997: en Madrid, la banda terrorista ETA asesina al magistrado del Tribunal Supremo, Rafael Martínez, y en Granada al peluquero civil de la base militar de Armilla, Domingo Puente Marín.
- 1998: desde la embajada de Estados Unidos en Japón se comunica que Washington respetará la tregua olímpica solicitada por los anfitriones de los Juegos Olímpicos de Invierno, antes de un eventual ataque a Irak.
- 1998: en Francia, la Asamblea Nacional aprueba el proyecto de semana laboral de 35 horas presentado por el gobierno del primer ministro socialista, Lionel Jospin.
- 1998: en Guatemala se lleva a cabo la primera ejecución por inyección letal desde que una ley de 1966 dejara caduco el fusilamiento, Manuel Martínez Coronado es ejecutado.
- 1998: en el estado de Maine (Estados Unidos), los votantes rechazan la ley de derechos LGBT aprobada en 1997, convirtiéndose en el primer estado de ese país en abandonar esa ley.
- 1998: en Argentina, el presidente Carlos Menem firma la concesión de 33 aeropuertos nacionales para un periodo de 30 años al consorcio Aeropuertos Argentina 2000.
- 1998: en China, dos equipos de paleontólogos encuentran los indicios de antiguos animales marinos y embriones perfectamente conservados en depósitos fósiles.
- 1998: El cantante puertorriqueño Ricky Martin, lanza al mercado su cuarto álbum de estudio Vuelve.
- 1999: en Siria, Hafez al-Asad es reelegido como presidente.
- 2001: el submarino nuclear estadounidense USS Greeneville, por error, colisiona al buque escuela japonés Ehime Maru
- 2002: en Mazatlán, Sinaloa, México, asesinan a  Ramón Arellano Félix, exlíder de la organización criminal Cártel de Tijuana en un enfrentamiento armado con la policía ministerial de dicha ciudad.[cita requerida]
- 2003: Alemania, Bélgica y Francia bloquean la petición de Estados Unidos a la OTAN de planificar la eventual defensa militar de Turquía, país fronterizo con Irak.
- 2004: al norte de Burdeos (Francia) la policía detiene a dos responsables del aparato logístico de ETA.
- 2004: en los Emiratos Árabes mueren 35 personas en un accidente aéreo.
- 2004: Sale el álbum debut The College Dropout del rapero estadounidense Kanye West
- 2005: en Gaza, la organización palestina Hamás rompe la tregua pactada dos días antes en Egipto por los líderes israelí y palestino, y lanza 50 misiles contra asentamientos judíos.
- 2005: en Inglaterra, el príncipe Carlos de Gales anuncia su boda con Camila Parker.
- 2006: en Rabat, 100.000 musulmanes se manifiestan contra la difusión de caricaturas de Mahoma en la prensa europea.
- 2007: en Santiago de Chile se da inicio al plan de transporte público Transantiago.
- 2009: en el espacio sobre Siberia (Rusia), chocan en órbita los satélites de comunicaciones Iridium 33 y Cosmos 2251. Se destruyen ambos, generando una gran cantidad de basura espacial.
- 2011: Ray Allen pasa a la historia de la NBA al conseguir su triple 2561, superando así a Reggie Miller y convertirse en el jugador que más triples hizo en la historia de la NBA.
- 2013: en Prayagraj (India), sucede una estampida humana durante el festival hinduista Kumbha Mela, que reúne a cientos de miles de personas a orillas del sagrado río Ganges. Deja un saldo de 36 muertos y 39 heridos.
- 2021: en Argentina, en una jornada oscura, se superan los dos millones de casos de COVID-19.[2]
- 2021: Queen + Adam Lambert anuncia las nuevas fechas de la gira "The Rhapsody Tour" pospuesta por la pandemia de COVID-19.
- 2024: En el Lago Ranco el helicóptero Robinson R44 es logrado llevarse a flote cuatro días después del accidente del expresidente de la república chilena Sebastián Piñera Echenique

## Nacimientos
- 1606: Cristina de Francia, aristócrata francesa (f. 1663).
- 1609: John Suckling, poeta inglés (f. 1642).
- 1696: Johann Melchior Molter, violinista y compositor alemán (f. 1765).
- 1702: Jean-Pierre Guignon, compositor y violinista franco-italiano (f. 1774).
- 1775: Charles Lamb, escritor británico (f. 1834).
- 1766: Benjamin Smith Barton, médico y botánico estadounidense (f. 1815).
- 1767: Luis Daoiz, militar español (f. 1808).
- 1773: Francisco Tadeo Calomarde, político español (f. 1842).
- 1785: Claude-Louis Navier, ingeniero y científico francés (f. 1836).
- 1788: Johann Peter Pixis, compositor y pianista alemán (f. 1874).
- 1795: Ary Scheffer, pintor francés (f. 1858).

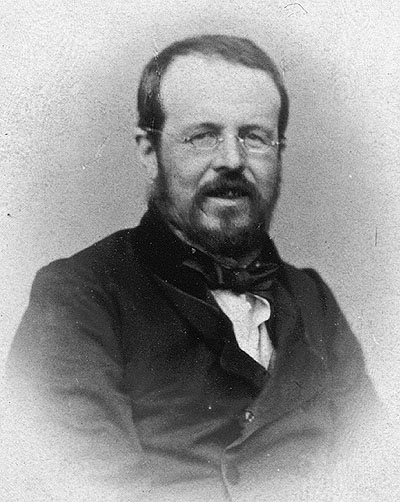
Guillermo Prieto.

- 1818: Guillermo Prieto, escritor y político mexicano (f. 1897).
- 1824: Eugenio Lucas, pintor español (f. 1919).
- 1827: Martín Tovar y Tovar, pintor y retratista venezolano (f. 1902).
- 1846: Ira Remsen, químico estadounidense (f. 1927).
- 1859: Alexandre Millerand, político francés, 12.º presidente de su país (f. 1943).
- 1860: Valère Bernard, poeta, escultor y grabador francés. (f. 1936)
- 1864: Karl Pohlig, director de orquesta y músico alemán (f. 1928).
- 1875: Gaston-Henri Billotte, militar francés (f. 1940).
- 1879: Ernst Põdder, general estonio (f. 1932)
- 1881: Pauline Brunius, actriz y cineasta sueca (f. 1954).
- 1886: Luis Aguirre Benavides, militar mexicano (f. 1976).
- 1886: Guillermo García Aragón, militar mexicano (f. 1914).
- 1888: Giuseppe Ungaretti, soldado, periodista, académico y poeta egipcio-italiano (f. 1970).
- 1890: Fanny Kaplan, activista revolucionaria rusa (f. 1918).
- 1890: La Niña de los Peines, cantaora flamenca española (f. 1969).

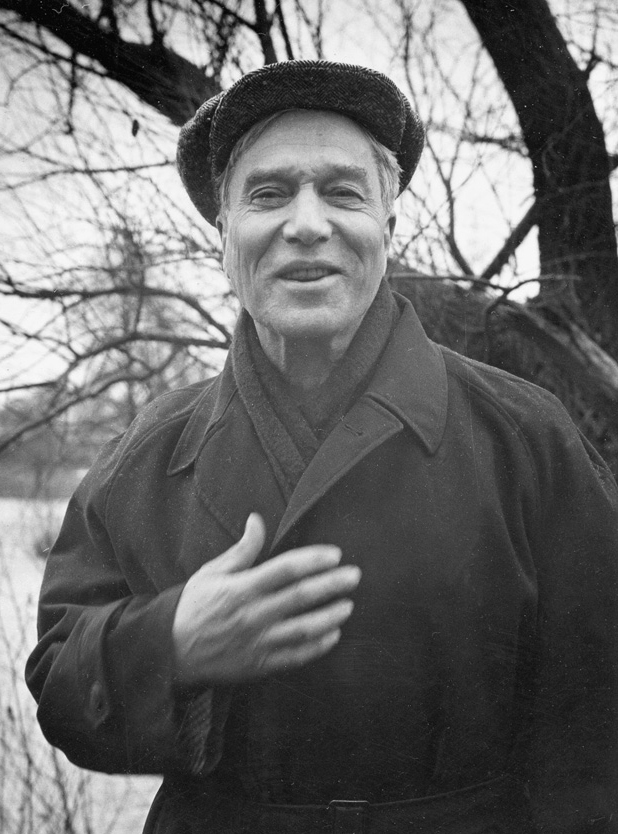
Borís Pasternak.

- 1890: Borís Pasternak, poeta y novelista ruso, premio Nobel de Literatura en 1958 (f. 1960).
- 1891: Tomás Borrás escritor y periodista español (f. 1976).
- 1891: Juan Guillermo Villasana, aviador mexicano (f. 1959).
- 1893: Jimmy Durante, actor estadounidense (f. 1980).
- 1893: Bill Tilden, tenista estadounidense (f. 1953).
- 1894: Harold Macmillan, primer ministro británico (f. 1986).
- 1897: Judith Anderson, actriz estadounidense (f. 1992).
- 1897: John Franklin Enders, científico estadounidense, premio Nobel de Medicina en 1954 (f. 1985).
- 1898: Bertolt Brecht, dramaturgo y escritor alemán (f. 1956).
- 1898: Joseph Kessel, aventurero, periodista y novelista francés (f. 1979).
- 1901: Stella Adler, actriz estadounidense (f. 1992).
- 1902: Walter Brattain, físico estadounidense, premio Nobel de Física en 1956 (f. 1987).
- 1903: Matthias Sindelar, futbolista austriaco (f. 1939).
- 1904: John Farrow, director, guionista y productor cinematográfico australiano (f. 1963).
- 1905: Walter A. Brown, empresario estadounidense (f. 1964).
- 1905: José Muñoz Molleda, músico español (f. 1988).
- 1905: Chick Webb, director de banda y baterista estadounidense (f. 1939).
- 1906: Lon Chaney Jr., actor estadounidense (f. 1973).
- 1906: Erik Rhodes, actor y cantante estadounidense (f. 1990).
- 1908: Pablo Serrano, escultor español (f. 1985).
- 1910: Modesto Higueras, actor y director de teatro español (f. 1985).
- 1910: Dominique Pire, religioso belga, premio Nobel de la Paz en 1958 (f. 1969).
- 1913: Oreste Macrì, hispanista italiano (f. 1998).
- 1913: Mikel Usatorre, militar y marino español (f. 2000).
- 1914: Larry Adler, compositor y armonicista estadounidense (f. 2001).
- 1915: Vladímir Zeldin, actor ruso (f. 2016).
- 1917: Aída Luz, actriz argentina (f. 2006).
- 1917: Elvira Dávila Ortiz, enfermera colombiana (f. 2008).
- 1918: Golde Flami, actriz argentina de origen ucraniano (f. 2007).
- 1919: Syria Poletti, escritora argentina de origen italiano (f. 1991).
- 1919: Ioannis Charalambopoulos, coronel y político griego (f. 2014)
- 1920: Guillermo Rico, actor y humorista argentino (f. 2013).
- 1920: José Manuel Castañón, escritor español (f. 2001).
- 1921: Grigori Sivkov, aviador militar soviético (f. 2009)
- 1922: Árpád Göncz, político y presidente húngaro (f. 2015).
- 1923: Cesare Siepi, bajo italiano (f. 2010).
- 1925: Pierre Mondy, actor y cineasta francés (f. 2012).
- 1926: Danny Blanchflower, futbolista irlandés (f. 1993).
- 1926: Carmen Romano, primera dama mexicana (f. 2000).
- 1927: Leontyne Price, soprano estadounidense.
- 1927: Luis Escobar Cerda, economista y político chileno.
- 1928: Nelson Pinedo, cantautor colombiano, apodado El Almirante del Ritmo y El pollo barranquillero. (f. 2016).
- 1929: Jerry Goldsmith, compositor de bandas sonoras estadounidense (f. 2004).
- 1930: Sergio Villarruel, periodista argentino (f. 1997).
- 1930: Robert Wagner, actor estadounidense.
- 1931: Thomas Bernhard, escritor austriaco (f. 1989).
- 1933: Humberto Maschio, futbolista y entrenador italo-argentino (f. 2024).
- 1933: Faramarz Payvar, santurista y compositor iraní (f. 2009).
- 1933: Don Wilson, guitarrista estadounidense, miembro de banda The Ventures  (f. 2022).
- 1934: Fleur Adcock, poeta neozelandés.
- 1934: Salvador Giner, sociólogo y profesor español (f. 2019).
- 1935: Ámbar La Fox, actriz y vedette argentina (f. 1993).
- 1937: Roberta Flack, cantante estadounidense (f. 2025).
- 1939: Emilio Walter Álvarez, futbolista uruguayo (f. 2010).
- 1939: Adrienne Clarkson, gobernadora general canadiense entre 1999 y 2005.
- 1939: Peter Purves, actor británico.
- 1940: Manuel Suárez, futbolista peruano (f. 2012).
- 1941: Michael Apted, cineasta estadounidense (f. 2021).
- 1943: Walter B. Jones, político estadounidense (f. 2019, mismo día).
- 1944: Vernor Vinge, escritor estadounidense.
- 1947: Louise Arbour, jurista canadiense.
- 1947: Pilar Bayona Sarriá, actriz española.
- 1947: Aurora Bayona Sarriá, actriz española.
- 1947: Butch Morris, cornetista, director de orquesta y compositor estadounidense (f. 2013).
- 1948: Mariano Fernández Bermejo, político español.
- 1949: Hermana María Luisa (María Luisa Piraquive), pastora evangélica colombiana, autonombrada «profetisa» y expatriada en Estados Unidos, fundadora de la Iglesia de Dios Ministerial de Jesucristo Internacional y presidenta de la Fundación Internacional María Luisa de Moreno, viuda del pastor evangélico y millonario colombiano Luis Eduardo Moreno.
- 1949: Harold Sylvester, actor estadounidense.
- 1950: Luis Donaldo Colosio, político mexicano (f. 1994).
- 1950: Mark Spitz, nadador estadounidense.
- 1951: Roque Narvaja, músico argentino.
- 1951: Bob Iger, empresario estadounidense.
- 1952: Lee Hsien Loong, político singapurense, primer ministro desde 2004.
- 1953: Beatriz Moreno, actriz mexicana.
- 1955: Greg Norman, golfista australiano.
- 1957: Briony McRoberts, actriz británica (f. 2013).
- 1958: Ernesto Livacic Rojas, economista chileno.
- 1958: Galy Galiano, cantante colombiano de música romántica y tropical.
- 1958: Gustavo Ballas, boxeador argentino.
- 1958: Ricardo Gareca, entrenador argentino.
- 1959: John Calipari, entrenador estadounidense de baloncesto.
- 1959: Amadou Gon Coulibaly, político marfileño (f. 2020).
- 1959: Lisa McPherson, ciencióloga estadounidense (f. 1995).
- 1961: Alexander Payne, cineasta y guionista estadounidense.
- 1961: George Stephanópulos, locutor y asesor político estadounidense.

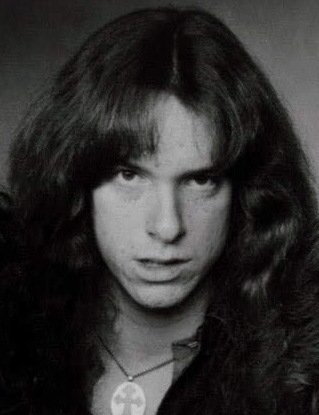
Cliff Burton.

- 1962: Cliff Burton, músico estadounidense, bajista del grupo Metallica (f. 1986).
- 1962: Bobby Czyz, boxeador estadounidense.
- 1962: Ricardo Caruso Lombardi, entrenador argentino.
- 1963: Philip Glenister, actor británico.
- 1963: Tony Reno, músico sueco, exbaterista del grupo Europe.
- 1963: Diego Peretti, actor argentino.
- 1964: Francesca Neri, actriz italiana.
- 1964: Glenn Beck, periodista, productor y escritor estadounidense.
- 1964: Ruthie Foster, cantante estadounidense de blues y folk.
- 1964: Victor Davis, nadador canadiense (f. 1989).
- 1967: Laura Dern, actriz estadounidense.
- 1967: Jacky Durand, ciclista francés.
- 1967: Vince Gilligan, escritor, guionista y productor ejecutivo estadounidense, creador de X-Files y Breaking Bad.
- 1969: Daniel Ambrosino, periodista argentino.
- 1969: Campi (Martín Campilongo), actor y humorista argentino.
- 1970: Noureddine Naybet, futbolista marroquí.
- 1970: Myrea Pettit, ilustradora británica.
- 1970: Åsne Seierstad, periodista noruega.
- 1971: Victoria (Lisa Marie Varon), luchadora profesional estadounidense.
- 1971: Lorena Rojas, actriz mexicana (f. 2015).
- 1973: Núria Añó, escritora española.
- 1974: Elizabeth Banks, actriz, cineasta y productora estadounidense.
- 1974: María Botto, actriz española.
- 1974: Juan Pablo Geretto, actor, humorista, guionista y director de teatro argentino.
- 1974: Ivri Lider, cantante y compositor israelí.
- 1975: Hiroki Kuroda, beisbolista japonés.
- 1975: Yuriy Dmitrulin, futbolista ucraniano.
- 1975: Scott Elrod, actor alemán.
- 1976: Keeley Hawes, actriz británica.
- 1976: Carmelo Imbriani, futbolista italiano (f. 2013).
- 1976: Vedran Runje, futbolista croata.
- 1977: Salif Diao, futbolista senegalés.
- 1978: Don Omar, cantante puertorriqueño.
- 1979: Gabri García, futbolista español.
- 1979: Joey Hand, piloto estadounidense de carreras.
- 1979: Jumaine Jones, baloncestista estadounidense.
- 1979: Kristen Viikmäe, futbolista estonio.
- 1980: César Izturis, beisbolista venezolano.
- 1980: Vincenzo Maresca, futbolista italiano.
- 1980: Bruno Sundov, baloncestista croata.
- 1980: Martín Vassallo Argüello, tenista argentino.
- 1980: Naty Botero, cantante colombiana.
- 1981: Andrew Johnson, futbolista británico.
- 1981: Natasha St-Pier, cantante canadiense.
- 1981: Eric Dill, cantante estadounidense.
- 1981: Uzo Aduba, actriz estadounidense.
- 1981: Stephanie Beatriz, actriz estadounidense.
- 1981: Max Brown, actor y modelo británico.
- 1981: Cho Yeo-jeong, actriz surcoreana.
- 1982: Justin Gatlin, atleta estadounidense.
- 1982: Tarmo Neemelo, futbolista estonio.
- 1983: Daiane dos Santos, gimnasta brasileña.
- 1983: Vic Fuentes, cantautor y guitarrista estadounidense, de la banda Pierce the Veil.
- 1983: Taiji Ishimori, luchador profesional japonés.
- 1984: Chus Herrero, futbolista español.
- 1985: Cristian Martín Rodríguez, futbolista uruguayo.
- 1986: Jeff Adrien, baloncestista estadounidense.
- 1986: Josh Akognon, baloncestista nigeriano-estadounidense.
- 1986: Radamel Falcao García, futbolista colombiano.
- 1986: Alejandra Pinzón, modelo, actriz y presentadora colombiana.
- 1986: Roberto Jiménez Gago, futbolista español.
- 1986: Viktor Troicki, tenista serbio.
- 1986: Nahuel Guzmán, futbolista argentino
- 1987: Facundo Roncaglia, futbolista argentino.
- 1987: Frederiek Nolf, ciclista belga (f. 2008).
- 1988: Jade Ramsey, actriz inglesa.
- 1988: Luli Fernández, modelo y conductora de televisión argentina.
- 1988: Jeanmar Gómez, beisbolista venezolano.
- 1988: Francesco Acerbi, futbolista italiano.
- 1988: César Elizondo, futbolista costarricense.
- 1989: Scarlet Gruber, actriz y modelo venezolana.
- 1989: Salvatore D'Elia, futbolista italiano.
- 1989: Sabien Lilaj, futbolista albanés.
- 1990: Sooyoung, cantante surcoreana.
- 1990: Saeed Murjan, futbolista jordano.
- 1990: Lourdes Viana, futbolista uruguaya.
- 1991: Emma Roberts, actriz y cantante estadounidense.
- 1991: Enrique Tortosa Palma, futbolista español.
- 1991: Thomas Monconduit, futbolista francés.
- 1991: Nuno da Costa, futbolista caboverdiano.
- 1992: Misha B, rapera británica.
- 1992: Nils Röseler, futbolista alemán.
- 1992: Joeri de Kamps, futbolista neerlandés.
- 1992: Jacopo Dezi, futbolista italiano.
- 1993: Mia Khalifa, actriz pornográfica libanesa.
- 1993: Yasser Ibrahim, futbolista egipcio.
- 1993: Iago Díaz, futbolista español.
- 1994: José Abella, futbolista mexicano.
- 1994: Seulgi, integrante del grupo Red Velvet.
- 1994: Makenzie Vega, actriz estadounidense.
- 1995: Haruna Kawaguchi, actriz y modelo japonesa.
- 1995: Iván Alejo, futbolista español.
- 1995: Luca Sangalli, futbolista español.
- 1995: Fernán Ferreiroa López, futbolista español.
- 1995: Naby Keïta, futbolista guineano.
- 1995: Marjan Radeski, futbolista macedonio.
- 1995: Ǵoko Zajkov, futbolista macedonio.
- 1996: Emanuel Mammana, futbolista argentino.
- 1996: Francesco Maietta, boxeador italiano.
- 1996: Mo Youxue, atleta chino.
- 1996: Domantas Šimkus, futbolista lituano.
- 1996: Humam Tariq, futbolista iraquí.

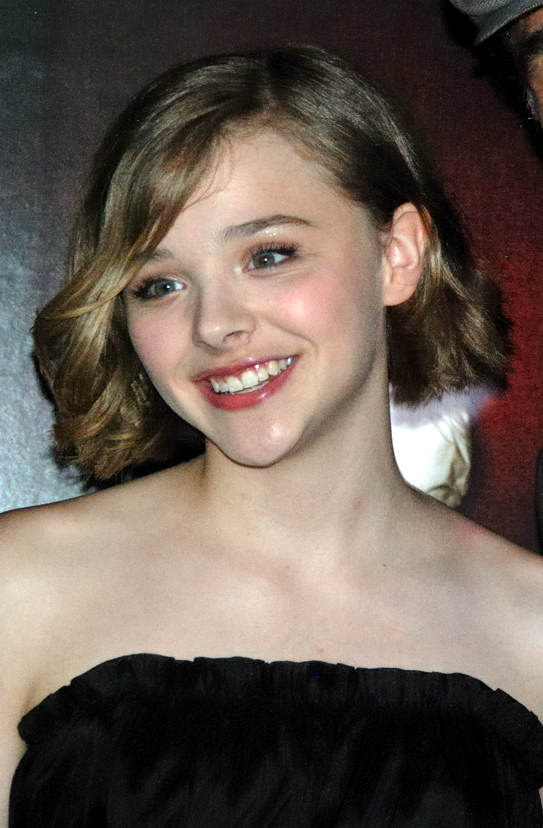
Chloë Grace Moretz.

- 1997: Chloë Grace Moretz, actriz y modelo estadounidense.
- 1997: Lilly King, nadadora estadounidense.
- 1997: Adam Armstrong, futbolista británico.
- 1997: Diamond Stone, baloncestista estadounidense.
- 1997: Martina Alzini, ciclista italiana.
- 1997: Luca Covili, ciclista italiano.
- 1997: Marion Reichardt, remera alemana.
- 1998: Candy Hsu, cantautora y actriz taiwanesa.
- 1998: Aitor Buñuel Redrado, futbolista español.
- 1998: Igor Zlatanović, futbolista serbio.
- 1998: Jonah Mathews, baloncestista estadounidense.
- 1999: Tiffany Espensen, actriz chinoestadounidense.
- 1999: Natalia Ramos, futbolista española.
- 1999: Noelia Ramos, futbolista española.
- 1999: Ricardo Álvarez Casanova, futbolista chileno.
- 1999: Beatriz Briones, piragüista mexicana.
- 1999: Karyna Demidik, atleta bielorrusa.
- 1999: Balázs Holló, nadador húngaro.
- 2000: María Lourdes Carlé, tenista argentina.
- 2000: Yara Shahidi, actriz estadounidense.
- 2000: Hanna Rosvall, nadadora sueca.
- 2000: Luis Kovacic, futbolista argentino.
- 2000: Luis Olivas, futbolista mexicano.
- 2000: Ejgayehu Taye, atleta etíope.
- 2000: Lara Lessmann, ciclista alemana.
- 2000: Nicole Anyomi, futbolista alemana.
- 2000: Dominik Kotarski, futbolista croata.
- 2000: Zuo Ju, taekwondista china.
- 2001: Sergio Camello, futbolista español.
- 2001: Demba Seck, futbolista senegalés.
- 2001: Seydouba Cissé, futbolista guineano.
- 2002: José Bejarano, futbolista español.
- 2003: Pedro Santos, futbolista portugués.
- 2003: Dimo Krastev, futbolista búlgaro.
- 2003: Johan Bångsbo, futbolista sueco.
- 2004: Mario Domínguez Franco, futbolista español.

## Fallecimientos
- 1126: Guillermo de Poitiers, aristócrata provenzal, primer trovador conocido (n. 1071).
- 1162: Balduino III, rey de Jerusalén (n. 1130).
- 1242: Shijō Tennō, emperador de Japón (n. 1231).
- 1307: Timur Kan, o Emperador Chengzong de Yuan, emperador de China (n. 1265)
- 1606: Gaspar de Zúñiga Acevedo y Velasco, 9° virrey de la Nueva España y 10° virrey del Perú (n. 1560).
- 1660: Judith Leyster, pintora neerlandesa (n. 1609).
- 1722: Bartholomew Roberts, pirata galés (n. 1682).
- 1755: Montesquieu (Charles-Louis de Secondat), filósofo y escritor francés (n. 1689).
- 1782: Friedrich Christoph Oetinger, teólogo alemán (n. 1702).
- 1798: Juan Pablo Vizcardo, escritor peruano (n. 1748).
- 1837: Aleksandr Pushkin, poeta y escritor ruso (n. 1799).
- 1854: José Joaquín de Herrera, militar y político mexicano (n. 1792).
- 1856: Juan Manuel Cagigal y Odoardo, matemático venezolano (n. 1803).
- 1857: David Thompson, explorador canadiense de origen británico (n. 1770).
- 1865: Heinrich Lenz, físico alemán (n. 1804).
- 1868: David Brewster, físico británico (n. 1781).
- 1878: Claude Bernard, fisiólogo francés (n. 1813).
- 1879: Honoré Daumier, pintor y caricaturista francés (n. 1808).
- 1891: Sofia Kovalévskaya, matemática rusa (n. 1850).
- 1906: Ezra Butler Eddy, empresario y político canadiense (n. 1827).
- 1910: Barata Ribeiro, médico, político y escritor brasileño, primer prefecto de la ciudad de Río de Janeiro (n. 1843).
- 1912: Joseph Lister, cirujano británico (n. 1827).
- 1913: Konstantinos Tsiklitiras, atleta griego de salto en largo (n. 1888).
- 1917: John William Waterhouse, pintor italobritánico (n. 1849).
- 1918: Abdul Hamid II, sultán otomano (n. 1842).
- 1918: Ernesto Teodoro Moneta, editor y pacifista italiano, premio Nobel de la Paz en 1907 (n. 1833).
- 1923: Wilhelm Röntgen, físico alemán, descubridor de los rayos X, y premio Nobel de Física en 1901 (n. 1845).
- 1929: Albert Steinrück, actor alemán (n. 1872).
- 1931: Rocío Bermúdez Contreras, bailarina acróbata (n. 1892).
- 1932: Edgar Wallace, escritor y guionista británico (n. 1875).
- 1934: Aloisia Kirschner, escritora checa (n. 1854).

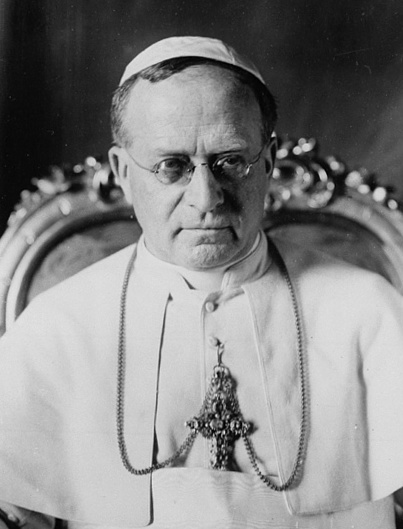
Papa Pío XI.

- 1939: Pío XI, papa italiano (n. 1857).
- 1944: Eugène Michel Antoniadi, astrónomo francés (n. 1870).
- 1950: Marcel Mauss, sociólogo francés (n. 1872).
- 1952: Macedonio Fernández, escritor argentino (n. 1874).
- 1955: Mokichi Okada, religioso japonés, creador de la técnica Johrei (n. 1882).
- 1956: Emmanouil Tsouderos, banquero y político griego, 132.º primer minister (n. 1882).
- 1957: Laura Ingalls, novelista estadounidense, autora de La casa en la pradera (n. 1867).
- 1959: Arturo Duperier, físico español (f. 1886).

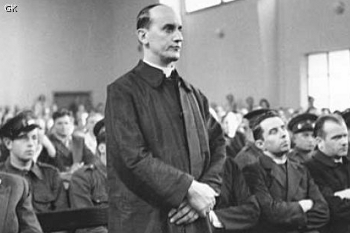
El juicio contra el religioso nazi croata Aloysius Stepinac.

- 1960: Aloysius Stepinac, cardenal croata, colaboracionista nazi, declarado «mártir» por Juan Pablo II (n. 1898).
- 1962: Władysław Broniewski, soldado y poeta polaco (n. 1897).
- 1973: Fidel García, obispo español (n. 1880).
- 1975: Nikos Kavvadías, poeta griego (n. 1910).
- 1979: Edvard Kardelj, economista y político yugoslavo (n. 1910).
- 1985: Genaro Lahuerta López, pintor y retratista español (n. 1905).
- 1990: Bill Sherwood, cineasta y compositor estadounidense (n. 1952).
- 1992: Alex Haley, escritor estadounidense (n. 1921).
- 1992: el Padre Llanos, El Cura Rojo, sacerdote español (n. 1906).
- 1993: Maurice Bourgès-Maunoury, político francés (n. 1914).
- 1993: Fred Hollows, oftalmólogo neozelandés (n. 1929).
- 1995: Jesús Garay Vecino, futbolista español (n. 1930).
- 1997: Lourdes Guerrero, periodista y locutora mexicana (n. 1938).
- 1998: Juan Martínez Moreno, químico español (n. 1919).
- 2000: Jim Varney, actor estadounidense (n. 1949).
- 2001: Abraham Beame, político estadounidense, alcalde de Nueva York (n. 1906).
- 2001: Lewis Arquette, actor, escritor y productor estadounidense (n. 1935).
- 2002: Gonzalo Fernández de la Mora, diplomático español (n. 1924).
- 2002: Traudl Junge, mujer alemana, secretaria de Adolf Hitler (n. 1920).
- 2002: Dave Van Ronk, cantautor y guitarrista estadounidense (n. 1936).
- 2002: Ramón Arellano Félix, narcotraficante mexicano (n. 1964).
- 2003: Curt Hennig, luchador profesional estadounidense.
- 2003: Edgar de Evia, fotógrafo mexicano-estadounidense (n. 1910).
- 2003: Curt Hennig, luchador profesional y mánager estadounidense (n. 1958).
- 2004: Ginamaría Hidalgo, cantante argentina (n. 1927).
- 2004: Vittorio Vettori, escritor, poeta y crítico de arte italiano (n. 1920).
- 2005: Paco Gandía, humorista español (n. 1930).
- 2005: Arthur Miller, escritor estadounidense (n. 1915).
- 2005: Jean Cayrol, poeta francés (n. 1911).
- 2006: Juan Soriano, pintor y escultor mexicano (n. 1920).
- 2006: J Dilla, rapero y productor estadounidense (n. 1974).
- 2008: Roy Scheider, actor estadounidense (n. 1932).
- 2010: Carl Braun, jugador y entrenador de baloncesto estadounidense (n. 1927).
- 2010: Eduardo Kímel, periodista y escritor argentino (n. 1952).
- 2010: Orlando Peçanha de Carvalho, futbolista brasileño (n. 1935).
- 2010: Fred Schaus, baloncestista y entrenador estadounidense (n. 1925).
- 2010: José Joaquín Trejos Fernández, político costarricense (n. 1916).
- 2010: Charles Wilson, político estadounidense (n. 1933).
- 2012: Adolfo Schwelm-Cruz, piloto de automovilismo argentino (n. 1923).
- 2013: Ikuzo Sakurai, político japonés (n. 1944).
- 2013: Francisco Stastny, historiador checo nacionalizado peruano (n. 1933).
- 2013: Eugenio Trías, filósofo español (n. 1942).
- 2013: Zhuang Zedong, tenista de mesa chino (n. 1940).

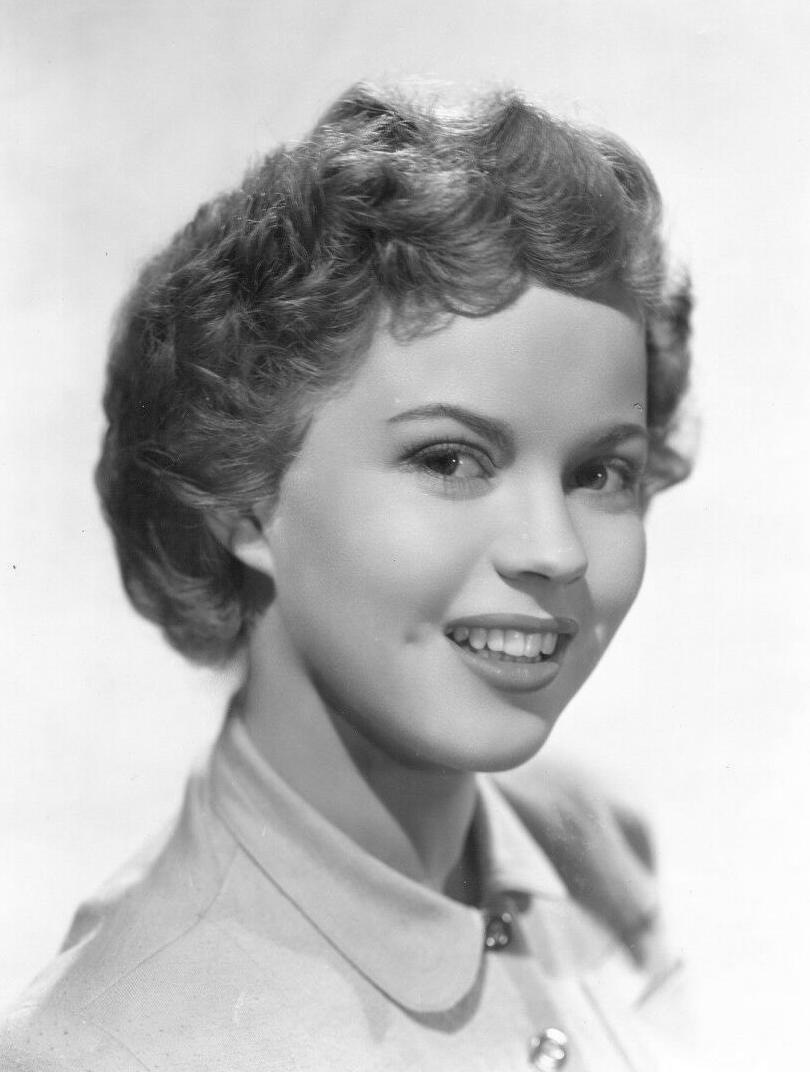
Shirley Temple.

- 2014: Shirley Temple, actriz y política estadounidense (n. 1928).
- 2016: Cristián Hernández Larguía, director de coro y músico argentino (n. 1921).
- 2018: Alan Battersby, químico orgánico británico (n. 1925).
- 2019: Walter B. Jones, político estadounidense (n. 1943).
- 2019: Juanjo Domínguez, guitarrista argentino (n. 1951).
- 2019: Jan-Michael Vincent, actor estadounidense de cine y televisión (n. 1944).
- 2020: Lyle Mays, pianista de jazz y compositor estadounidense (n. 1953).
- 2021: Larry Flynt, editor estadounidense (n. 1942).
- 2022: Maria Antònia Oliver Cabrer, escritora española (n. 1946).
- 2022: Mane Nett, cantante chilena (n. 1948).
- 2022: Evgeniya Brik, actriz rusa (n. 1981).
- 2022: Henry Danton, bailarín y maestro de ballet británico (n. 1919).
- 2022: Erwan Vallerie, economista y activista cultural francés (n. 1944).
- 2022: Manuel Esquivel, político beliceño (n. 1940).
- 2023: Samuel Gustavo Moreno Rojas, político colombiano (n. 1960)
- 2023: Carlos Saura, cineasta, fotógrafo y escritor español (n. 1932).
- 2023: Hugh Hudson, director de cine y guionista británico (n. 1936).

## Celebraciones
Compartidas
- Naciones Unidas: 

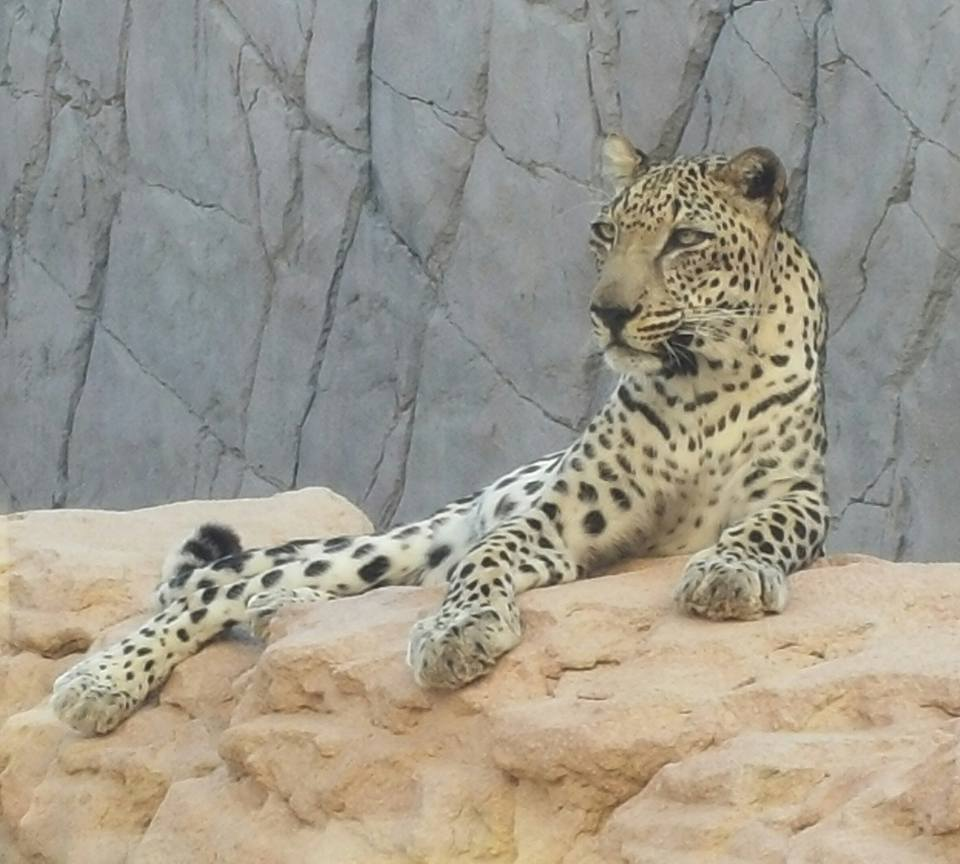
Día Internacional del Leopardo Árabe.

  - Día Internacional del Leopardo Árabe.[3]
  - Día Mundial de las Legumbres.[4][5]

 Por países
(Por orden alfabético)
- Argentina: 
  - Aniversario de la creación de la Ley Sáenz Peña (hace 113 años).[6]También conocida como Ley de Voto Obligatorio y Ley de Sufragio Universal, fue una legislación aprobada en Argentina en 1912 que estableció el voto secreto, obligatorio y universal para los hombres mayores de 18 años. Esta ley fue un hito en la historia política del país, ya que significó un avance significativo hacia la democratización del sistema electoral y la participación ciudadana en los procesos electorales.
    -  Buenos Aires: 
      - Aniversario de General Pueyrredón.[7]
Fundación: 10 de febrero de 1875 (150 años).

- Bolivia: 
  - Grito Libertario de Oruro y aniversario del departamento de Oruro.

- Ecuador: 
  - Día de la Aviación de Combate.

- Italia: 
  - Día Nacional de los Exilios y las Foibe, para conmemorar los exilios en Istria y Dalmacia y la Masacre de las foibe.

- Malta:
  - Fiesta del naufragio de San Pablo.[8]

- México: 
  - Día de la Fuerza Aérea Mexicana (FAM).

- Mongolia:
  - Tsaggan Sar.[8]

- Nepal:
  - Sonam Losar.[8]

- Noruega: 
  - Día de la Madre.

- Vietnam:
  - Tet Nguyen Dan (Año Nuevo Vietnamita).[8]

### Santoral católico
- San José Sánchez del Río, mártir.
- Santa Austreberta.[9]
- San Dante o San Durante.
- Santa Escolástica.[9]
- Santa Sotera.
- San Troyano, obispo.[9]

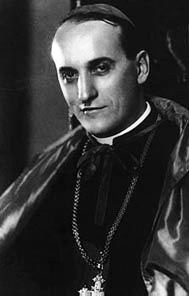
Beato Luis Stepinac, Cardenal Arzobispo de Zagreb.

- Beata Clara de Rimini, viuda bizantina.[9]
- Beata Eusebia Palomino Yenes.[9]
- Beato Hugo, abad.[9]
- Beato Luis Stepinac[9](1898-1960), cardenal croata, arzobispo de Zagreb, durante la Segunda Guerra Mundial; en 1998 San Juan Pablo II lo designó «mártir». (imagen ilustrativa).
- San Guillermo, eremita.[9]
- San Protadio, obispo.[9]